# Ladies Man
Ladies Man es un EP en vivo de la banda de rock canadiense April Wine y fue publicado en 1980.

## Grabación
Este EP fue grabado durante un concierto que fue realizado en la Universidad de Reading, en la ciudad de Reading, Inglaterra, Reino Unido en 1980.

## Versiones
Ladies Man fue lanzado en vinilo de 7 y 12 pulgadas; en la primera aparece en el lado A el tema «Ladies Man», mientras que en el lado B está «Oowatanite», mientras que en la versión de 12 pulgadas, además de incluir las canciones antes mencionadas, vienen numeradas las melodías «Get Ready for Love» y «I Like to Rock».

## Lista de canciones

### Versión de 7 pulgadas
| Lado A |              |               |          |  |
| N.º    | Título       | Escritor(es)  | Duración |  |
| 1.     | «Ladies Man» | Myles Goodwyn |          |  |

| Lado B |                        |              |          |  |
| N.º    | Título                 | Escritor(es) | Duración |  |
| 2.     | «Oowatanite» (en vivo) | Jim Clench   |          |  |

### Versión de 12 pulgadas
| Lado A |              |               |          |  |
| N.º    | Título       | Escritor(es)  | Duración |  |
| 1.     | «Ladies Man» | Myles Goodwyn |          |  |

| Lado B |                                |               |          |  |
| N.º    | Título                         | Escritor(es)  | Duración |  |
| 2.     | «Oowatanite» (en vivo)         | Jim Clench    |          |  |
| 3.     | «Get Ready for Love» (en vivo) | Myles Goodwyn |          |  |
| 4.     | «I Like to Rock» (en vivo)     | Myles Goodwyn |          |  |

## Formación
- Myles Goodwyn — voz principal y guitarra.
- Brian Greenway — voz y guitarra.
- Gary Moffet — guitarra y coros.
- Steve Lang — bajo y coros.
- Jerry Mercer — batería.